# 北洋海军
北洋政府時期的中華民國海軍，也稱北洋海軍、北洋政府海軍。

## 歷史

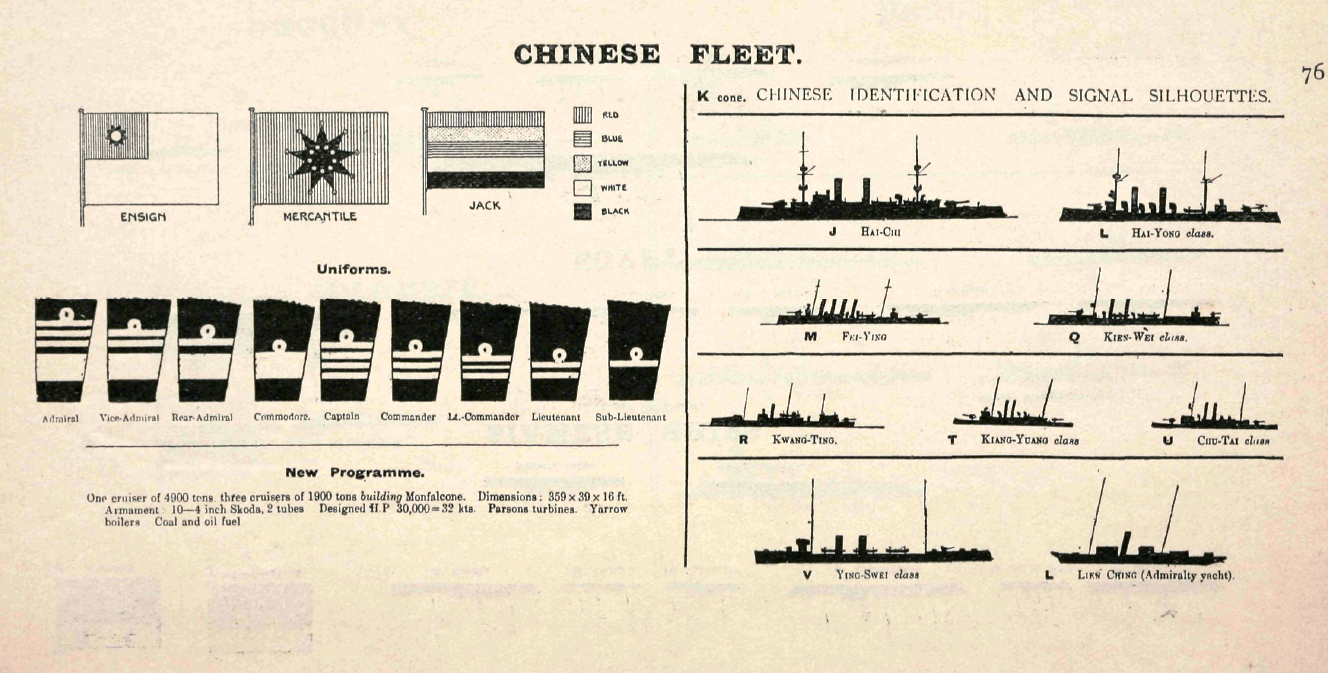
1914年中華民國艦船識別圖

辛亥革命爆發之際海軍軍官多支持革命政府，沒有意願保衛清廷，最後清朝建立的海軍包括器物及教育人才大部分都順利轉移給了中華民國，不少由清廷開辦的海軍學校訓練出的海軍軍官均繼續向易幟後的政府效命。
中华民国建立后，由于经费不足、军阀混战，使得中华民国海军发展进入停滞期。同時孫中山領導的國民黨政府以護法運動為號召多度策反北京政府的海軍改幟，更加劇海軍內部的分裂狀態。期间由于中华民国参与第一次世界大战成为戰勝國，使得当时海军获得第一批战舰，但因中國陷入南北內戰，1918年後世界各國決定對中國實施軍武禁運，海軍建軍進入死寂狀態。
1920年發生的尼港事件，在黑龍江航行的中國艦艇曾砲擊廟街的日軍兵營。

## 組織架構

### 指挥机关
中华民国海军部

### 编制
1912年北洋政府设中华民国海军部，统辖的舰队有：
- 中华民国海军第一舰队：海圻、海容、海籌、海琛、南琛、鏡清、飛鷹、永豐、永翔、舞鳳、聯鯨、豫章、建康、同安、福安，共15艘
- 中华民国海军第二舰队
- 中华民国海军练习舰队：應瑞、肇和、通濟、建安、建威、楚同、楚有、楚豫、楚謙、楚觀、楚泰、江亨、江元、江貞、江利、江昆、江犀、湖隼、湖鶚、湖鵬、辰字、宿字、列字、張字，共24艘

1926年北洋政府中华民国海军部统辖的舰队有：
- 中华民国海军第一舰队
- 中华民国海军练习舰队
- 渤海舰队（在山东沿海）
- 东北海防舰队（在辽东半岛沿海）

1927年中华民国海军部撤销，改立海军署后，北洋政府统辖的舰队有：
- 中华民国海军第一舰队（原东北海防舰队）
- 中华民国海军第二舰队（原渤海舰队）

中华民国海军第一舰队司令沈鸿烈1927年合并中华民国海军第二舰队，将两个舰队与江防舰队合组为东北海军联合舰队。东北易帜后，归顺南京中央政府。东北海军直属军政部，不归海军部管理。

## 標誌與佩章

### 旗幟
| 海軍旗（1912年1月3日至今） |
| 海軍旗（1912年1月3日至今） |

| 艦艏旗（1912年8月1日－1928年12月29日） |
| 艦艏旗（1912年8月1日－1928年12月29日） |

| 1911年曾用過的海軍旗 |
| 1911年曾用過的海軍旗 |

| 海軍總長旗（1912年8月1日－1928年12月29日） |
| 海軍總長旗（1912年8月1日－1928年12月29日） |

| 海軍次長旗（1912年8月1日－1928年12月29日） |
| 海軍次長旗（1912年8月1日－1928年12月29日） |

| 海軍上將旗（1912年8月1日－1928年12月29日） |
| 海軍上將旗（1912年8月1日－1928年12月29日） |

| 海軍中將旗（1912年8月1日－1928年12月29日） |
| 海軍中將旗（1912年8月1日－1928年12月29日） |

| 海軍少將旗（1912年8月1日－1928年12月29日） |
| 海軍少將旗（1912年8月1日－1928年12月29日） |

| 海軍代將旗（1912年8月1日－1928年12月29日） |
| 海軍代將旗（1912年8月1日－1928年12月29日） |

| 海軍隊長旗（先任旗，1912年8月1日－1928年12月29日） |
| 海軍隊長旗（先任旗，1912年8月1日－1928年12月29日） |

| 海軍當值旗（1912年8月1日－1928年12月29日） |
| 海軍當值旗（1912年8月1日－1928年12月29日） |

| 長旒旗 |
| 長旒旗 |

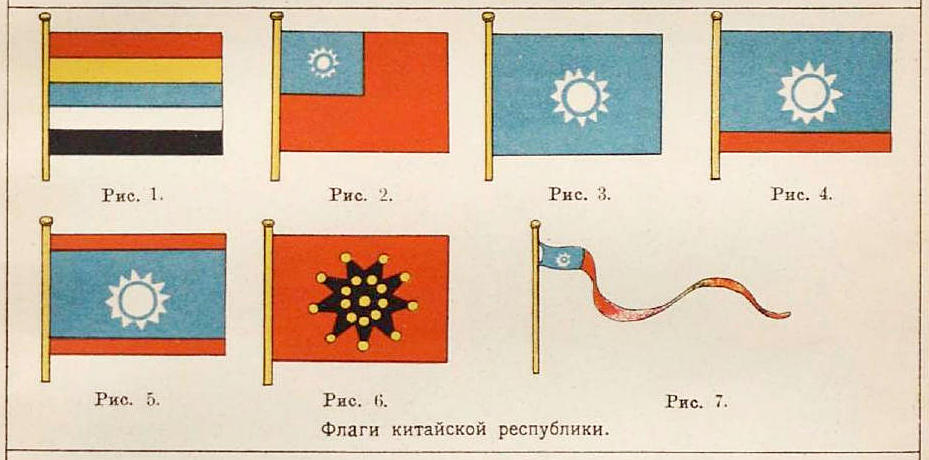
1913年在聖彼得堡由伊萬·德米特里耶维奇·西金等人出版的《軍事百科》（Военной энциклопедии）第12卷「中國」章節中所描繪的旗幟：1) 國旗 2) 海軍旗 3) 上將旗 4) 中將旗 5) 少將旗 6) 陸軍旗 7) 長旒旗

1911年，中華民國海軍在九江首義時，即已換升青天白日滿地紅旗為海軍旗。1912年1月3日，中華民國各省代表會及臨時參議院議決：以五色旗為國旗（取五族共和之意），以青天白日滿地紅旗為海軍旗。6月8日，中華民國臨時大總統袁世凱公佈參議院議決，以五色旗為國旗，並頒佈海陸軍旗式。11月7日，袁世凱頒行《海軍旗章條例》，明定五色旗為艦首旗、青天白日滿地紅旗為海軍旗。